# Litovel (stacja kolejowa)
Litovel – stacja kolejowa w Litovelu, w kraju ołomunieckim, w Czechach. Znajduje się w północnej części miasta. Znajduje się na wysokości 235 m n.p.m.
Na stacji nie ma możliwość zakupu biletów, a obsługa podróżnych odbywa się w pociągu. 

## Linie kolejowe
- 273 Červenka - Senice na Hané - Prostějov